# Bananarama

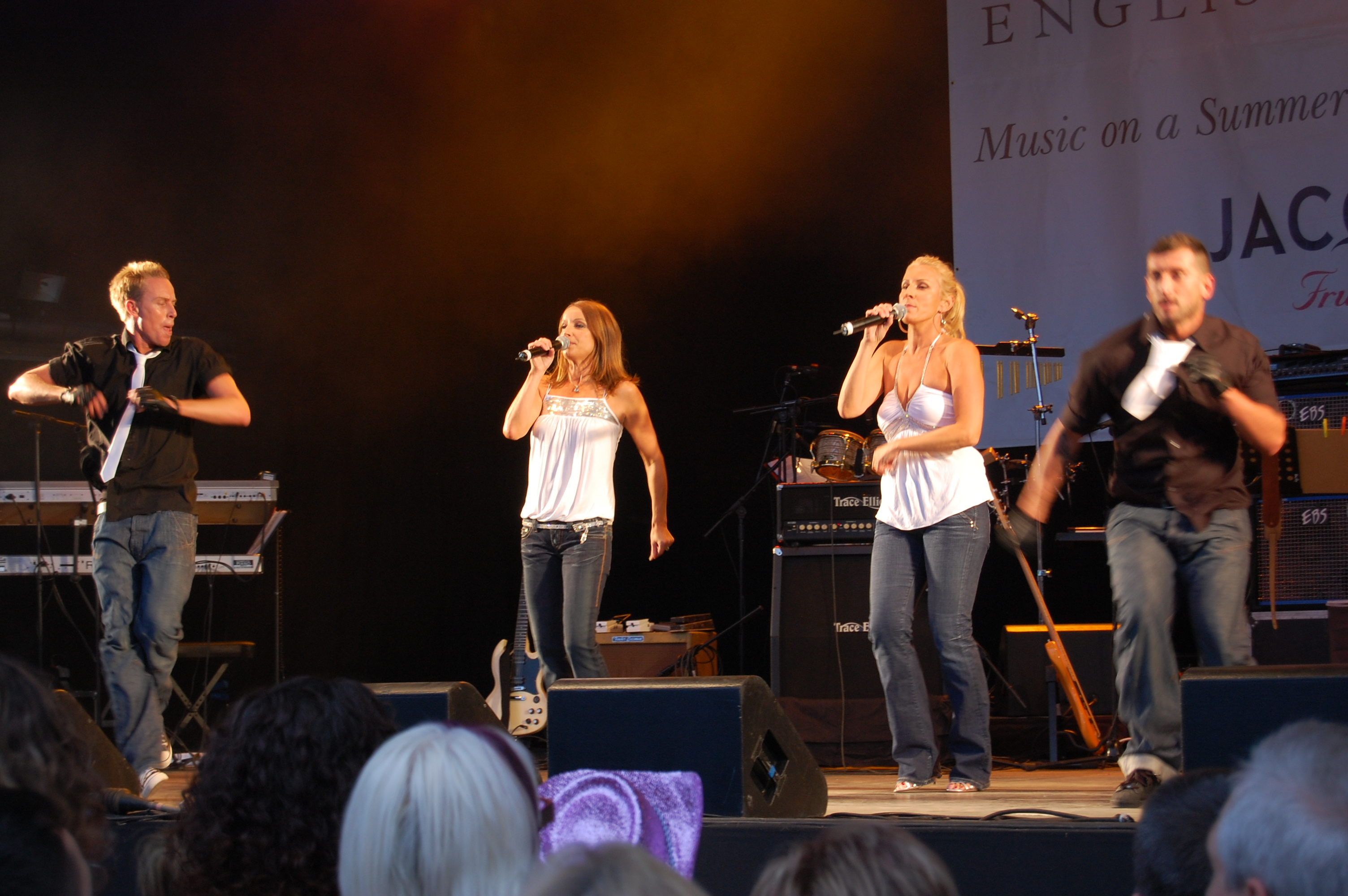
Bananarama anno 2007.

Bananarama is een Britse meidenband die in 1980 is gevormd door Keren Woodward, Sara Dallin en Siobhan Fahey.

## Biografie
De naam Bananarama is ontstaan uit de titel Pyjamarama, een nummer van Roxy Music. Met hun eerste single Aie-a-mwana (1981), die volledig was gezongen in het Swahili, scoorden ze een bescheiden clubhit in Engeland. De plaat werd opgemerkt door Terry Hall van de Fun Boy Three, waarop Hall de drie groepsleden vroeg om mee te zingen in het nummer It Ain't What You Do (It's The Way That You Do It). Dit nummer stond in 1982 overal in Europa in de hoogste regionen van de hitlijsten. In Nederland bereikte het nummer de 3e plaats (Bananarama's hoogste notering in Nederland). Met dit succes werd een meidenband bekend die zes jaar later het Guinness Book of Records in zou gaan als Best All Female Group Ever.
Met name in thuisland Engeland, Azië, Australië en Canada groeiden de groepsleden uit tot ware stijliconen van de late punkperiode. Grote onverzorgde bossen haar, versleten T-shirts en oude spijkerbroeken waren in de begindagen hun handelsmerk. Na It Ain't... verscheen Really Saying Something, waarin de Fun Boy Three te gast was (in Engeland een top 5-hit). Hun eerste LP genaamd Deep Sea Skiving leverde verder nog de hits Shy Boy en Na Na Hey Hey Kiss Him Goodbye op (beide top 5-hits in Engeland). De albumtrack Dr. Love werd geschreven door Paul Weller vlak voordat hij The Jam ophief.
Naarmate de populariteit groeide, groeiden ook de verwachtingen mee voor een nieuw album. Punk was in Engeland over z'n hoogtepunt heen en als reactie daarop ontstond er een meer glossy periode in de Engelse muziekscene (New Romantics). Bands als Duran Duran en Spandau Ballet bereikten met perfect gekapte kapsels en veel gillende meiden hun weg naar de top. Ook Bananarama liet zien over looks te beschikken en met make-up ging de groep door met hits scoren. Hun eerste single van hun tweede album, Bananarama getiteld, was Cruel Summer. In 1984 uitgebracht en inmiddels een klassieker. Cruel Summer betekende tevens de doorbraak in de VS. De single bereikte in de Billboard Hot 100 de top 10 (nummer 9). Na dit succes verscheen er wederom een single die tot klassieker zou uitgroeien: Robert De Niro's Waiting (1984). Het verhaal gaat dat Robert De Niro zelf zich zo vereerd voelde dat hij de groep mee uit eten heeft genomen nadat hij het nummer hoorde. Oorspronkelijk ging de songtekst over een meisje dat in een park verkracht wordt. Tijdens het schrijfproces bleef van de oorspronkelijke tekst maar één regel over: "A walk in the park can become a bad dream..."
Eind 1984 werd Bananarama betrokken bij Band Aid.
Met het overlijden van een goede vriend ten gevolge van de heersende strijd in Belfast was de groep het imago van drie vrolijk zingende meiden zonder echt talent die voor de lol muziek maken, goed zat en werd het tijd voor een career move. Eind 1984 wilden de dan 23-jarige zangeressen serieus genomen worden. Dit resulteerde in het nummer Rough justice, een bescheiden hitje (in Nederland nummer 23) en de eerste flop Hotline to heaven. De groepsleden realiseerden zich dat er kennelijk niemand zat te wachten op drie serieuze dames (zoals Woodward later in interviews vertelde). Nadat de volgende single (Do not disturb) en eerste release van het nieuw te verschijnen album (True Confessions, 1986) eveneens flopten, werd de hulp ingeroepen van het Britse producerstrio Stock, Aitken & Waterman (SAW), dat net zijn eerste succes had afgeleverd met You Spin Me Round (Like a Record) van Dead or Alive. De groep wist wat ze wilde: Venus (een oude hit van de Nederlandse band Shocking Blue) in een "hi-NRG"-jasje steken. SAW wilde hier in eerste instantie niet aan, maar door aan te houden mocht de groep het nummer in de studio één keer zingen. SAW werd meteen enthousiast en de grootste hit van Bananarama was een feit: Venus bereikte in 1986 de 1e plaats van de Amerikaanse hitlijsten. Woodward zei in een interview in 1986: "When we presented them (SAW) the 'True Confessions' album, they probably thought: well, we don't see many hits on this" ("Toen we SAW True confessions lieten horen, dachten ze misschien dat het te weinig hitpotentie had"). Dit gaf weer hoe er binnen de groep gedacht werd over de koers van dat moment.
Vanwege tegenvallende verkoopresultaten werd in opdracht van de platenmaatschappij Stock, Aitken & Waterman gevraagd het aanstaande vierde album (WOW) te produceren. De eerste single van het nieuwe album werd I heard a rumour, en deze bereikte de 4e plaats in de Amerikaanse hitlijst. Met opvolgers als Love in the first degree en I can't help it kwam de groep terug in de hoogste regionen van de hitlijsten. Kritiek was er ook: Bananarama werd gezien als het zoveelste fabriekswerkje van SAW. Ook binnen de groep namen de spanningen toe. Met name Fahey was het niet eens met de muzikale koers en zij besloot in 1988, na in het huwelijk te zijn getreden met David A. Stewart van de Eurythmics, de band te verlaten. Vrij snel na haar vertrek begon ze een solocarrière onder de naam Shakespears Sister (en scoorde begin 1992 met het nummer Stay een Engelse nummer 1-hit (iets wat met "de Nana's" nog nooit was gebeurd) en had daarmee de best verkochte single van dat jaar).
Aangezien de overgebleven groepsleden Dallin (die inmiddels haar voornaam zonder "h" schreef) en Woodward zichzelf niet als duo zagen verdergaan, werd een oude vriendin van beiden opgetrommeld om de gelederen te versterken: Jacquie O'Sullivan. Met haar worden nog twee nummers van het album WOW uitgebracht: I want you back (nummer 5 in Engeland) en Nathan Jones (nummer 15 in Engeland). Op het moment dat Nathan Jones de Engelse hitlijsten binnenkwam, bleek dat Bananarama de 15e hit scoorde en daarmee op gelijke voet kwam met de Supremes, die te boek stonden als Most Successful All Female Group. Nathan Jones is een cover is van een Supremesnummer (uit de tijd dat Diana Ross al vertrokken was). In diezelfde periode (eind 1988) werd een Greatest hits-album uitgebracht, dat binnen no-time in Engeland de status van drievoudig platina bereikte.
In 1989 vond er een wereldtournee plaats om hun successen te vieren en verleende de groep haar medewerking aan Comic Relief door het Beatles-nummer Help op te nemen, samen met de gelegenheidsformatie Lanananeeneenoonoo (bestaande uit Dawn French, Jennifer Saunders en Kathy Burke). Hiermee belandden ze voor de 16e keer in de Engelse top 40 en daarmee overtroffen ze de Supremes. Bananarama werd opgenomen in het Guinness Book of Records als Most Successful All Female Group.
In 1990 nam Bananarama afscheid van SAW. Met Pop life (geproduceerd door de producer Youth (mede-oprichter van Killing Joke) won Bananarama het respect van de critici terug. De plaat werd bejubeld, maar werd geen groot commercieel succes. De singles Only your love, Preacher man en Long train running komen niet verder dan de top 30. In 1991 hield O'Sullivan het voor gezien: na vier jaar trok ze het niet meer om nog steeds voor de new girl te worden versleten.
In opdracht van de platenmaatschappij, die dreigde hun contract te beëindigen, keerden de twee overgebleven groepsleden terug naar SAW om een nieuw album te maken (Please yourself uit 1992). Een album dat hen terug in de single-charts bracht met Movin' on en Last thing on my mind, dat later door de boy-/girlband Steps zou worden gecoverd. Bij de groep is de spirit echter verdwenen en de maatschappij beschouwde Bananarama als een eighties band die in de jaren 90 niets te zoeken had en dumpte de groep.
Na twee jaar rondgeshopt te hebben, verscheen er in 1995 een nieuwe cd (Ultra violet), met dansbare pretentieloze muziek in de dan heersende Eurodance-stijl. Helaas zat niemand op zo'n project van de groep te wachten en de cd met de bijbehorende single: Every shade of blue (nummer 95 in Australië) flopte.
In 2000 werd uitsluitend voor de Franse markt een nieuwe cd uitgebracht (Exotica), maar er vond geen promotie plaats, dus ook deze plaat ging roemloos ten onder.
In 2005 kwamen ze onder contract bij A&G en verscheen er een nieuw album (Drama) met daarop de single Move in my direction, die het goed deed in zowel de Engelse als de Amerikaanse single-charts. In 2009 verscheen bij Fascination Records het album Viva.
Op 24 april 2017 kondigde het oorspronkelijke drietal van Bananarama de reünie van de groep aan. Bananarama plande voor dat jaar een tournee door het Verenigd Koninkrijk met de drie zangeressen uit de beginjaren, wat er destijds nooit van gekomen was.

## Discografie

### Albums
| Album met eventuele hitnotering(en) in de Nederlandse Album Top 100 | Datum van verschijnen | Datum van binnenkomst | Hoogste positie | Aantal weken | Opmerkingen   |
| ------------------------------------------------------------------- | --------------------- | --------------------- | --------------- | ------------ | ------------- |
| Deep Sea Skiving                                                    | 1983                  |                       |                 |              |               |
| Bananarama                                                          | 1984                  | 07-07-1984            | 13              | 12           |               |
| True Confessions                                                    | 1986                  | 26-07-1986            | 34              | 7            |               |
| Wow!                                                                | 1987                  |                       |                 |              |               |
| Greatest Hits Collection                                            | 1989                  | 29-10-1988            | 34              | 13           | Verzamelalbum |
| Pop Life                                                            | 1991                  |                       |                 |              |               |
| Please Yourself                                                     | 1993                  |                       |                 |              |               |
| Ultra Violet/I Found Love                                           | 1995                  |                       |                 |              |               |
| Exotica                                                             | 2001                  |                       |                 |              |               |
| Drama                                                               | 2005                  |                       |                 |              |               |
| Viva                                                                | 2009                  |                       |                 |              |               |
| In Stereo                                                           | 2019                  |                       |                 |              |               |
| Masquerade                                                          | 2022                  |                       |                 |              |               |

### Singles
| Single met eventuele hitnotering(en) in de Nederlandse Top 40 | Datum van verschijnen | Datum van binnenkomst | Hoogste positie | Aantal weken | Opmerkingen                                                   |
| ------------------------------------------------------------- | --------------------- | --------------------- | --------------- | ------------ | ------------------------------------------------------------- |
| It Ain't What You Do (It's The Way That You Do It)            | 1981                  | 27-03-1982            | 3               | 8            | met Fun Boy Three/ #3 in de Nationale Hitparade               |
| Really Saying Something                                       | 1982                  | 22-05-1982            | 11              | 7            | met Fun Boy Three/ #16 in de Nationale Hitparade/ Alarmschijf |
| Shy Boy                                                       | 1982                  | 24-07-1982            | 12              | 7            | #12 in de Nationale Hitparade                                 |
| Cruel Summer                                                  | 1983                  | 23-07-1983            | tip12           | -            | #48 in de Nationale Hitparade                                 |
| Robert De Niro's Waiting                                      | 1984                  | 05-05-1984            | 25              | 5            | #22 in de Nationale Hitparade                                 |
| Rough Justice                                                 | 1984                  | 23-06-1984            | 14              | 7            | #16 in de Nationale Hitparade/ Alarmschijf                    |
| Venus                                                         | 1986                  | 21-06-1986            | 4               | 10           | #5 in de Nationale Hitparade                                  |
| I Heard A Rumour                                              | 1987                  | 08-08-1987            | 17              | 5            | #16 in de Nationale Hitparade                                 |
| Love In The First Degree                                      | 1987                  | 14-11-1987            | 13              | 7            | #12 in de Nationale Hitparade                                 |
| I Can't Help It                                               | 1988                  | 20-02-1988            | 26              | 3            | #30 in de Nationale Hitparade                                 |
| I Want You Back                                               | 1988                  | 23-04-1988            | tip9            | -            | #49 in de Nationale Hitparade                                 |
| Love, truth and honesty                                       | 1988                  | 18-10-1988            | -               | -            | #87 in de Nationale Hitparade                                 |
| Nathan Jones                                                  | 1989                  | 14-01-1989            | -               | -            | #73 in de Nationale Hitparade                                 |
| Help!                                                         | 1989                  | 25-03-1989            | 25              | 5            | Met La Na Na Nee Nee Noo Noo/ #24 in de Nationale Hitparade   |
| Movin' On                                                     | 1992                  | 17-10-1992            | 32              | 3            | #34 in de Nationale Hitparade                                 |
| Last Thing On My Mind                                         | 1992                  | 16-01-1993            | tip4            | -            | #47 in de Nationale Hitparade                                 |
| Move In My Direction                                          | 2005                  | 01-11-2005            | -               | -            | Nr. 67 in de Single Top 100                                   |

### NPO Radio 2 Top 2000
| Nummers met noteringen in de NPO Radio 2 Top 2000 | '99  | '00  | '01  | '02  |
| ------------------------------------------------- | ---- | ---- | ---- | ---- |
| Robert De Niro's Waiting                          | 1564 | -    | 1799 | 1847 |
| Venus                                             | -    | 1532 | -    | 1763 |

1. ↑  Een '-' betekent dat het nummer niet was genoteerd en een vetgedrukt getal geeft de hoogste notering van een nummer aan.
2. ↑  Deze tabel is bijgewerkt tot en met de meest recente editie (2024).